# Exobasidium tengchongense
Exobasidium tengchongense ist eine Pilzart der Familie der Nacktbasidienverwandten (Exobasidiaceae) aus der Ordnung Ustilaginomycotina. Sie ist ein Endoparasit von Pieris formosa. Symptome des Befalls durch den Pilz sind hypertrophe rote Flecken auf den Blättern der Wirtspflanze. Das Verbreitungsgebiet der Art liegt in China.

## Merkmale

### Makroskopische Merkmale
Exobasidium tengchongense ist mit bloßem Auge nicht zu erkennen. Symptome des Befalls sind hypertrophische, rote Flecken auf den Blattoberseiten der Wirtspflanze.

### Mikroskopische Merkmale
Das Myzel von Exobasidium tengchongense wächst wie bei allen Nacktbasidien interzellulär und bildet Saugfäden, die in das Speichergewebe des Wirtes wachsen. Der Pilz besitzt eine monomitische Hyphenstruktur aus rein generativen Hyphen ohne Schnallen. Die zwei- bis viersporigen, 3–5 µm breiten Basidien sind zylindrisch bis keulenförmig und an der Basis einfach septiert. Sie wachsen direkt aus der Wirtsepidermis. Die Sporen sind hyalin, zylindrisch bis keulenförmig, dünnwandig und 10–15 × 2,5–4 µm groß. Reif haben sie ein bis drei Septen. Konidien sind nicht vorhanden.

## Verbreitung
Das bekannte Verbreitungsgebiet von Exobasidum tengchongense umfasst Yunnan.

## Ökologie
Die Wirtspflanze von Exobasidium tengchongense ist Pieris formosa. Der Pilz ernährt sich von den im Speichergewebe der Pflanzen vorhandenen Nährstoffen, seine Basidien brechen später durch die Blattoberfläche und setzen Sporen frei. Diese keimen, nachdem sie auf geeignetes Substrat gefallen sind, zu Keimschläuchen, aus denen sich dann neues Myzel entwickelt.